# Vie d'un païen
Vie d'un païen est un roman de Jacques Perry publié en 1965 aux éditions Robert Laffont et ayant reçu le prix des Libraires l'année suivante. Il sera suivi de deux autres tomes Vie d'un païen : La Beauté à genoux (1966), Vie d'un païen : La Peau dure (1967).

## Résumé
Autobiographie imaginaire d'un grand vivant, Charles Desperrin, enfant robuste à l'instinct sûr et puissant, devenant un peintre de génie sur fond d'une vie buissonnière, vagabonde, pleine d'élan, d'évidence, d'aventures, de rencontres et de force. Le roman, en trois tomes, s'ouvre sur cette phrase : « J'ai ceci de commun avec le héros des Grandes Espérances d'avoir été élevé à la main. Je pourrais ajouter, et au pied. Mes robustes fesses n'en ont pas souffert. »

## Éditions
- Vie d'un païen, éditions Robert Laffont, 1965, réédité en 2014 par les Éditions Le Bateau Ivre